# ラングリッサー モバイル
『ラングリッサー モバイル』（中国語: 梦幻模拟战、英語: Langrisser Mobile）は、ZLONGAME(紫龙遊戯)より配信されているスマートデバイス及びPC用ゲームアプリ。基本プレイ無料（アイテム課金制）。

## 概要
『ラングリッサーシリーズ』の初のスマートデバイス向けタイトル。開発および運営は現在のシリーズIPを所有するエクストリームよりライセンス契約を受けたZLONGAME(紫龙遊戯)が行う。

## ストーリー

### 第1部
舞台はエルサリア大陸。聖剣ラングリッサーが壊れた『ラングリッサーV』の時代から150年、魔剣アルハザードも女神ルシリスも、存在すら人々の間から忘れ去られた時代。
成人を迎えるドワル村の少年マシューは、その前夜、不吉な夢を見る。魔物を操る怪しげな男と、その男と敵対していると思しき、“英霊”と呼ぶ存在を召還する女魔術師。
痛みすら感じる余りにリアルな夢。小さくないしこりを残しつつ、翌朝、幼馴染のアメルダ、グニルと共に成人式のため村の門へ向うが、そこで目にしたものは、シベリル帝国の軍勢と昨夜の夢に現れたものと瓜二つの男。男は自らを「大司祭ガンビーノ」と名乗り、しかも居合わせたアメルダを「守護神の敵」である「魔女」と呼ばわり、亡き者にしようと軍勢をけしかける。
絶望的な状況の中、アメルダに何者かが憑依する。何者かは自らを「失落の女神ルシリス」と名乗り、女魔術師ジェシカに会うこととラングリッサーの復活の使命を託し、3人を転移させる。シベリル帝国に対抗するため、そして聖剣を復活させるため、マシューたちの暗中模索の旅が始まった。

## システム
英雄と兵士
部隊は指揮官となる英雄と、複数種から選択した1種の兵士（10名）で構成される。英雄と兵士は完全に別個の存在で、兵科が違う場合は戦闘時の補正も別々に計算されるが、マップ上では1マスに収まった1ユニットとして扱われる。
システム自体は従来のラングリッサーシリーズと同じだが、本作では『III』のように一体化しており、HPの上限も固定ではなくなっている。また、本作にはMPと「治療」コマンドの概念が無い。
スキル
英雄を育成することでスキルを習得し、戦闘には3つまで持ち込める。
攻撃系あるいは補助系スキルは一度使用すると、次の使用までに1～数ターンのチャージを要するが、従来シリーズとは違い、移動後も使用可能である。
タレント
英雄固有の能力。主にパッシブスキルとして機能するものが多いが、「スキル」とは異なり状態異常で封じられることはない。
鍛造
入手した装備品にはレベルが設けられており、「匠の工具」を使用して「装備経験値」を与え、レベルを上げることができる。
ステータスアップ効果を付与する「エンチャント」によって能力を伸ばし、個性を出すこともできる。
練兵
訓練所で兵士の性能を強化できる。
絆
英雄との好感度を高め、専用のアイテムを消費することでステータスの底上げができる。
旅団

秘境
メインストーリー7章攻略後、解放されるコンテンツ。兵士を強化するアイテムが入手出来る「兄貴のジム」や、装備を入手できる「女神の試練」などがある。期間限定のイベント等も含まれる。
召喚
「聖魔券」もしくは「友情券」で「英雄」を召喚出来る、いわゆるガチャ。券はゲームプレイもしくは課金で入手可能。英雄にはR、SR、SSRのレア度が設けられており、レア度が高いほど基本ステータスに優れる。英雄が重複して召喚された場合は突破（ステータス及びタレント効果上昇）の素材となる。最大まで突破済みの場合、専用の商店で使用できる通貨に変換可能で、デメリットは無い。また、友情券の場合は装備等のアイテムが召喚されることもある。
アリーナ

神の契約

浮遊都市

時空の裂け目

## 用語
指揮官
プレイヤーの公式呼称。従来シリーズにおけるシステム上の指揮官は、本作では英雄あるいは将軍という用語が用いられている。
ラングリッサー
闇の魔剣アルハザードに対抗出来る唯一の聖剣とされている。『V』で壊れてしまい、これを復活させることが本作の目的の一つである。
アルハザード

時空の裂け目
何の前触れも無く現れる異空間。大抵は英雄が出て来るが、魔物が出て来ることもある。
『II』をはじめとしたシリーズ作品の追体験が可能。メインストーリーを進めるためにも、最低1回は攻略する必要がある。
英雄
ラングリッサーの記憶から形作られたと言われる過去の戦士たち。「英霊」とも呼ばれる。
聖剣の記憶から再現されたためか、原作と性格が異なる者も多い。また、各英雄には「好感度」があり、それを上げるアイテムも存在する。
剣鋳軍
聖剣ラングリッサー再鋳造を目指すマシューたちの勢力。
シベリル帝国
エルサリア大陸の東部を治める国。政治体制は守護神を信仰する宗教と君主による二元制。
イバス連邦
エルサリア大陸の西部や北部を治める国。貿易商団と傭兵団の同盟から成り立った貿易国。
ヴェルザリア

## 登場人物
本作ではオリジナルキャラクターに加え、過去の「ラングリッサーシリーズ」を出典とする#歴代キャラクターや、シリーズ外からの#コラボキャラクターが登場している。なお、歴代キャラクターの声優は、一部を除いて出典から変更されている。
以下の記述では、日本未配信のキャラクターも含めている。

### メインキャラクター

#### 新参の勇者
マシュー
声 - 柿原徹也 / レアリティ - N～SSR
主人公。カルザス平原の村に住んでいた16歳前後の少年。孤児出身で実の両親の顔は知らない。アメルダの両親に拾われ、アメルダとも家族ぐるみの生活を送っていた。アメルダがシベリル帝国に捕まったのをきっかけに、エルサリア大陸に影響を及ぼす戦争に巻き込まれていく。ルシリスの啓示を受けたマシューは、ラングリッサーを復活させる旅に出て、「真の自我」を少しずつ見つけだす。
少々気弱なごく普通の若者だが、何故か魔物の臭いを嗅ぎ分ける能力を持っており、先祖に魔族の血が混じっていることが判明する。拾われた時に一緒に剣が置かれており、これはかつて『ラングリッサーIV』の主人公ランディウスが使っていたもので、マシューはランディウスの子孫にあたる。そのためリスティルが魔族の血の由来ではないかと先祖かどうか確認しようとしたが、英雄召喚されたリスティルはどのような余生を送ったかの記憶を持っておらず確かめることはできなかった。
後に、ランディウスの正妻アンジェリナとアンジェリナ老衰死後に再婚した後妻リスティルの子孫のうち、後者の家系であることが判明した。
グニル
声 - 立花慎之介 / レアリティ - N～SSR・SP
ドワル村村長の息子にして自警団団長。17歳。マシューとアメルダの幼馴染で責任感のある兄貴分。お調子者で目立ちたがりな面もあるが直感に優れ、他者の気持ちを気遣う繊細な面も持ち合わせている。
村長である父親がシベリル帝国軍に武力で脅されたために、彼は護衛隊を率いて反撃を開始した。英雄になるために戦闘技術を身につけており、何者かの悪巧みに対して異常な直感を発揮する。立場的には彼がリーダーになってもおかしく無い筈だが、リーダーはマシューであり、彼自身も容認している。
アメルダ
声 - 内田真礼 / レアリティ - N～SSR
マシューやグニルの幼馴染。16歳。カルザス生まれの口さがないお転婆な村娘。常識的に見えるが、メタな発言をすることもあり、マシューを戸惑わせる。
実は光輝の末裔の生き残りで、受け継いた血脈のためにシベリル帝国に追われ、幼馴染のマシューとグニルと共に逃亡の旅へと出発する。ルシリスの力を受け、光輝の末裔としてラングリッサーを復活させる使命を背負っている。

#### 剣鋳軍
アンジェリカ
声 - 友永朱音 / レアリティ - SR
ジェシカの弟子で錬金術師。「まぁ」が口癖。浮遊城といった古代文明の遺物を修復したり様々な発明を行う。
ジェシカ
声 - 高梁碧 / レアリティ - R
英雄たちの記憶から聖剣ラングリッサーを再鋳造するようにマシューたちを導く。
ドワル村の村長
グニルの父親。帝国により村を焼き払われ村人を引き連れて浮遊城に移住する。

### エルサリア大陸

#### イバス連邦
シシ・ホワイト
声 - 黒木ほの香 / レアリティ - SSR
幼いながらにイバス連邦の財閥長という高い地位に就いている才女。マシュー達と共に戦いエルサリア大陸を守った。自分の利益が第一優先だが時には剣鋳軍や戦後のシベリル帝国への支援も行い、大陸を影で支えた。
イェレス大陸ではマシュー達のピンチに飛空艇で駆けつけ、再び戦いの渦に巻き込まれた。
エラスタ
声 - 長妻樹里 / レアリティ - SSR
「翡翠の門」を守るエルフの傭兵団団長。恋人のマーケボイ団長が遺した手紙でシベリル帝国の裏で暗躍する魔族の存在を知り、マシュー達剣鋳軍と共に戦うことを決意する。智勇を兼ね備えた女性。
マーケボイ
イバス連邦の傭兵団「嘲笑の手」の団長。帝国から指名手配されていることに加えて魔導水晶の密輸をしようとしている剣鋳軍を逮捕しようとしていた。エントレリの裏切りによりカーマンス城を攻められて死亡、カーマンス城に作られた血印の力で復活した死人使いグロブにより生ける屍にされてしまう。

#### シベリル帝国
スタイン
帝国の君主。
ボタニクス
帝国の将軍。魔族を従えて同胞すら殺すガンビーノ大司祭に対して剣鋳軍と共闘関係を結ぶ。
ユリア
声 - 石原愛依梨 / レアリティ - SSR
シベリル帝国で守護神に仕える敬虔な司祭。しかしその信仰心を闇の王子・ボーゼルに利用され、大陸全土を巻き込む災いを引き起こしてしまう。更に、復活した変幻のフェラキアに捕らわれてしまった。剣鋳軍とボタニクスに救出された後は行動を共にし、最後には自らの罪を償うためアメルダの代わりにラングリッサー復活の生贄となり、聖剣へと姿を変えた。
後に聖剣ラングリッサーの化身として英雄召喚された。

#### ヴェルゼリア
ボーゼル
声 - 森川智之 / レアリティ - SSR
ガンビーノという偽名でシベリル帝国の宗教の大司祭に登り詰めて権力を握り、魔剣アルハザード復活のために暗躍している。
剣鋳軍が英雄召喚したボーゼルも存在しており、こちらは聖剣ラングリッサーに蓄えられた複数のボーゼルに関する記憶の集合体。レディンやエルウィンといった因縁のある英雄たちに襲われてしまうが、本物のボーゼルからも狙われたことで剣鋳軍と共闘することになった。
魔将軍ガイエル
エントレリという偽名でイバス連邦の傭兵団の1つの団長に登り詰め暗躍している。
死人使いグロブ
血印により復活したヴェルゼリアの魔将。
蟲使いラグ
血印により復活したヴェルゼリアの魔将。
変幻のフェラキア
声 - 寺依沙織 / レアリティ - SR
血印により復活したヴェルゼリアの魔将。
魔騎士
ボーゼルが従えている不死身の怪物。その正体はゼルダ。ボーゼルが5つの血印を完成させて執り行った儀式により消滅して魔剣アルハザードになってしまう。

#### シカ族
アカヤ
声 - 豊崎愛生 / レアリティ - SSR
恥ずかしがり屋のシカ族の少女。弱気で自信がない性格のため、シカ族内では疎まれている。巫女を務めていた母親が突然失踪し、なし崩し的に巫女の役割を押し付けられたが、マシュー達と出会ったことで、少しずつ成長していく。

### イェレス大陸

#### カコンシス王国
オリヴァー
声 - 岡本信彦 / レアリティ - SR
カコンシスの王位継承権を持つ双子の兄。伝説の英雄の血を受け継いだ熱血王子。イェレス全土を覆う戦争の中で剣鋳軍一行に出会い、冒険の旅に出発する事になる。
メルパーニ
声 - 日高里菜 / レアリティ - SR
カコンシスの王位継承権を持つ双子の妹。
イルーシア
声 - 皆口裕子 / レアリティ - SSR
若き頃から近衛軍団長として国を支え続けてきた、カコンシス王国の摂政。王国の平和、そして二人の王位継承者であるオリヴァーとメルパーニを守る為に日々奮闘している。
謎の騎士 / エミリー
声 - 石川由依 / レアリティ - SSR
謎だらけの異国の騎士。彼女がどこの出身か、いつカコンシスに来たのか、誰も知らない。人々が知っているのは、彼女の忠誠心と強大な実力のみ。カコンシスになくてはならない守護者である。その正体は『IV』『V』に登場したクリムゾランダーであるランディウスの姉、エミリー。かつてはレーゲンブルグにいたが、とある事情から弟に代わってカコンシスに身を寄せ、イェレス大陸のために奔走する。
世界樹の賢者 / ランディウス
声 - 置鮎龍太郎 / レアリティ - SSR
『IV』の主人公で、イェレス大陸を救った英雄。マシューの直接の先祖。150年の時の中でかつての仲間との別れを幾度となく経験した。『V』の後リスティルが北地にある霜の世界樹と融合したのち、姉エミリーに後事を託し一線から身を引いていた。マシューと出会ったことにより、英雄としての意志を取り戻し再び大陸を守る為に戦う決意をする。

#### レーゲンブルク帝国
ローゼンシル
声 - 田中理恵 / レアリティ - SSR
レーゲンブルグ帝国の女王。「水晶病」と呼ばれる奇病にかかり不老のまま『IV』の時代から老いる事無く生き永らえて来た。『V』の時代から在位し続けている。戦争と奇病により衰退した国を復興する為、様々な手を尽くして来たが、幾度の苦難を前にその心は既に水晶の様に固く冷え切ってしまった。ギザロフの暗躍により、10年前にカコンシスに戦争を仕掛けた。
クロテール
声 - 中村悠一 / レアリティ - SSR
レーゲンブルク帝国四将軍の一人、炎晶魔導師団の団長。幼少期にローゼンシル女王に命を救われ、忠誠を誓っている。苦難にも怯まない覚悟と女王から貰った水晶の力で帝国の中でもトップの武力を持ち、帝国の為、女王に安らぎが訪れるその日まで戦い続ける。
ヴィンセント
声 - 緑川光 / レアリティ - SSR
現代のレーゲンブルク帝国四将軍の一人、翠晶翼兵団団長。戦争孤児でその悲惨な過去から力こそ全てだと考え、力を欲していた。邪神ゲンドラシルから契約により「邪神の翼」を手に入れるが、それが後に出会う恋人イルーシアや全てを失うきっかけとなってしまう。
ヘレナ
声 - 井上麻里奈 / レアリティ - SSR
現代のレーゲンブルク帝国四将軍の一人、燦晶騎士団団長。ローゼンシルの苦悩を間近で見てきた。正義感が強く誠実で、人望はとても厚い。赤き月から来た「クリムゾランダー」の生き残りで、大陸の人々から迫害を受けながら生き抜いて来た。ローゼンシル女王とクリムゾランダーを守る為、帝国将軍として戦う。

#### ゲンドラシル一味
邪神ゲンドラシル
ルシリスやカオスよりは格下の神。
邪神クルーガー
声 - 松岡禎丞 / レアリティ - SSR
『IV』に登場したギザロフの息子。ギザロフと光輝の末裔に報復をする為、イェレス大陸で暗躍しマシュー達の前に立ちはだかった。
シリカ
声 - 川澄綾子 / レアリティ - SSR
クリムゾの司祭の一族の末裔で、レインフォルスの幼馴染でもあり恋人。そして魔剣「アルハザード」のオリジナル版の鋳造者。その目的は謎だが、イェレス大陸に混乱と殺戮の血の雨を降らす為、クリムゾからやってきた。

#### ギザロフ一味
超越せし者 / ギザロフ
声 - 廣田行生（ギザロフ）、諏訪部順一（超越せし者） / レアリティ - SSR
『IV』『V』に登場した元レーゲンブルグ連邦王国元帥。水晶、世界樹、魔剣の3つの力を掌握し、光も闇も超えた存在になるべく、新たな素体を造り人知れず計画を進めていた。全てを超越した者として救済と称し、この星の存亡をかけた災いを引き起こした。
アルファ / アメジスト
声 - 伊藤静 / レアリティ - SSR
ギザロフが現代で造った新たな素体。水晶の力を掌握する為レーゲンブルク帝国に四将軍の一人、アメジストとして潜り込み水晶病をイェレス大陸に蔓延させた。命令に忠実な素体であったが、ミューと任務を共にする内に彼女に特別な感情が芽生え始める。
ミュー
声 - 桑原由気 / レアリティ - SSR
ギザロフが現代で造った新たな素体。植物の力を操り、世界樹の力を掌握する為に造られた。ギザロフの命令に忠実で人間に対する関心は薄かったが、オリヴァーと出会いその心に迷いが生じ始める。
イプシロン
声 - 内山昂輝 / レアリティ - SSR
ギザロフが現代で造った新たな素体。その役割は魔剣アルハザードの回収であり、その任務遂行の為逸脱した戦闘力を併せ持つ。レーゲンブルク帝国とカコンシス王国の戦争の中突如現れ、マシュー達はギザロフの新たな脅威に直面する事となった。

#### クリムゾニア
赤き月の王 / レインフォルス
声 - 速水奨 / レアリティ - SSR
『V』に登場したクリムゾニアの王。150年前にシグマ達と月の民を守り、クリムゾで永き眠りについた。しかし再び目覚めた時にはクリムゾは荒れ果て、魔剣はシリカに奪われていた。地上に住む月の民を守る為、クリムゾの禁忌「血水晶」の力を得て赤き月の王として再び地球に降り立つ。

### ガルパイス大陸

#### 正義の味方
ウェルナー / シグマ
声 - 緑川光 / レアリティ - SSR
『V』の主人公。イェレス大陸での聖剣と魔剣の戦いで世界を救った英雄。ウェルナーと言う名と記憶を取り戻し戦いが終わった後、マリアンデール達と共に新たな大陸へと旅立った。
マリアンデール / ラムダ
声 - 皆口裕子 / レアリティ - SSR
『V』のヒロイン。シグマと共にイェレス大陸を救った英雄。ギザロフの死後、マリアンデールとしての記憶を取り戻した。また、髪の色がピンクになっている。世界樹のエネルギー、マナを制御する力を持つ。マナを用いた兵器による戦争が再び起こる事を恐れ、かつての仲間と共に兵器を持ちイェレスを離れガルパイス大陸へと向かった。
マクレーン
声 - 三木眞一郎 / レアリティ - SSR
『IV』に登場した素体戦士。マリアンデールの兄でもあり、彼女と共にギザロフの改造を受けた。行方不明のウェルナー達を探すため渡ったガルパイスで、マシュー達と行動を共にすることになる。
天祐の使徒 / エルマ・ミンスター
声 - 上坂すみれ / レアリティ - SSR
『リインカーネーション』に登場したアレスの幼馴染み。アレス達と共にエリュシオンに乗り、新天地を目指した。だが、ガルパイスの人々を傷つけるアレスのやり方に次第に疑問を持つようになり、遂には方舟を降りる決断をした。信仰の炎を剣と盾に持ち替え、彼女は新たな道を進んだ。

#### 星艦城
月の執政官 / ヴィラージュ
声 - 福山潤 / レアリティ - SSR
『V』に登場した赤き月の民。月の民が平穏に暮らせる地を目指し、イェレス大陸を旅立った。ガルパイス大陸で星艦城を建てるも、異世界から来たエリュシオンの登場により大陸の争いに巻き込まれる。そして長い戦いの中でウェルナーを始めとした仲間を失い一人残された。

#### エリュシオン
ロヴィナー大帝 / アレス・ロヴィナー
声 - 森嶋秀太 / レアリティ - SSR
『リインカーネーション』の主人公。グレスデン帝国の新たな皇帝で、エリュシオンの総司令官。大事な仲間達を失ってしまい、王である事の重責に耐えられず挫けそうになったが、トワの遺してくれた教えに気付き帝王として再び立ち上がった。
方舟の聖女 / リコリス・ロヴィナー
声 - 東山奈央 / レアリティ - SSR
『リインカーネーション』のヒロイン。ボーゼルの印を持つアレスの妹で、グレスデン帝国の民を乗せた方舟の巫女。人と魔族の共存できる道を探す中で、闇の勢力の裏切りに会い再び闇に取り込まれそうになるも友と己の意志の力で闇に打ち勝った。
鉄血の総帥 / フロレンティア・ユースティーツ
声 - 本多真梨子 / レアリティ - SSR
『リインカーネーション』に登場したグレスデン帝国の宰相。方舟にグレスデン帝国の人々を乗せ、現代のガルパイス大陸へとやって来た。帝王のアレスが消え不安定な方舟を支える為剣を手に取り、方舟内の権力争いに討ち勝つ。そして内部の全権を掌握し、「鉄血の総帥」として知られるようになった。
マシュー（時空の旅人）
声 - 柿原徹也 / レアリティ - SP
仲間を失い、混沌の未来を目の当たりにした孤高の時空の旅人。交わる時空を行き交いながら平和の道を探し、再びガルパイス大陸に来た別のマシュー。本編の時空では20年前にロヴィナー大帝にガルパイス大陸の真実を伝え、エリュシオンによるガルパイス侵攻を引き起こした。ガルパイス大陸滅亡を食い止めるために戦いをやめることができず、何十回も歴史を繰り返している。目の前に未来を変える可能性がある限り、全力でその希望をつかみ取るため進み続ける。
キャロリアン
声 - 伊瀬茉莉也 / レアリティ - SSR
光輝軍騎兵師団団長であったロザリアと、グレスデン帝国騎兵隊隊長であったヴェルナーの娘。両親の騎士道を受け継いだ機械騎士団団長で、間違ったことには毅然と立ち向かう。だがその実直すぎる性格故、過去に大きな過ちを犯していた。
ユリアン・カルザス
声 - 内田雄馬 / レアリティ - SSR
『リインカーネーション』に登場したカルザスの王子。グレスデン帝国との戦争によって全てを失った彼の中に生まれた憎悪、復讐の念、狂気はカオスに目をつけられ、未来を予見する力を与えられる。暗殺部隊のリーダーとしてエリュシオンに属してはいるものの、その行動は理解しがたく謎が多い。
漂泊の闘士 / ブレンダ
声 - 大原さやか / レアリティ - SSR
『V』に登場した赤き月の民。月の民の安住の地を求めて辿り着いたガルパイスで、仲間の失踪を経て今はエリュシオンと共に行動している。
殻の少女 / ルクレチア・オリフラム
声 - 福圓美里 / レアリティ - SSR
『リインカーネーション』に登場したグレスデン帝国の国教「クロニク教」の教皇代理。グレスデン帝国でのアレスとの戦いに敗れたルクレチアは方舟に忍び込み、自身の意識体を方舟の中枢システムに保存した。そして戦闘補助プログラム「オムナス」を徐々に支配し、遂には全てを乗っ取り戦闘中枢システムの支配者となった。
ヨア・ユテン
声 - 豊永利行 / レアリティ - SSR
『リインカーネーション』に登場したグレスデン帝国の高位技術士官で飛行機械の研究者。コニーと共にエリュシオンを操縦しており、確かな技術力で方舟の航行を支え、常に研究を進めている。壮絶な過去を経てバーチャルイメージとして存在することになった。
コンスタンツァ・イアハルト（コニー）
声 - 久保ユリカ / レアリティ - SSR
『リインカーネーション』に登場したヨアの助手の技術士官。

#### 鶴野
梓
声 - 名塚佳織 / レアリティ - SSR
その名を持つ木のように強くあれと名付けられた、温和でありながら強靭な意志を持つ女性。幼い頃からその才能を開花させ、霊宗の歴代最年少首席となった。親友の朧と故郷の鶴野を守るため、戦いに身を投じる。
朧
声 - 梶裕貴 / レアリティ - SSR
鶴野の神殿に閉じ込められている不思議な少年。梓のことを慕っている。その正体は鶴野の物霊の龍の化身。しかし彼自身にはその記憶が無い。
輝夜
声 - 喜多村英梨 / レアリティ - SSR
ガルパイス大陸一の商会「玉蟾組」を取り仕切る謎の美女。人々からは「玉蟾さん」と呼ばれているが、出不精でいつも部屋に籠っているため、その素顔を見たことがある者はほんのわずか。

#### フェルラール
リザ
声 - 加藤英美里 / レアリティ - SR
マシュー達がガルパイス大陸で出会ったフェルラール出身の少女。大陸の外から来たエリュシオンや星艦城の人々をあまり快く思っていない。ある目的を達成する為、マシュー達とは協力関係を築く事になる。
ロスタム
声 - 三木眞一郎 / レアリティ - SSR
砂上の民族国家・フェルラールの指導者。かつては先帝アシャメルに仕える名誉傭兵であった。アシャメルの生存を願い、彼女の行方を探しながらエリュシオンに抵抗を続けている。
ジュード
ロスタムの実弟。リザの義父でもある。
アシャメル
声 - 小林ゆう / レアリティ - SSR
炎のように熱く魅惑的な踊り子であり、嵐のように強い意志を持つ威厳あるフェルラールの女帝。初めてフェルラールを統合した偉大なリーダーとして、各部族から崇拝されていた。

#### ランシャール
リオベック
声 - 皆川純子 / レアリティ - SSR
王位を継承して数十年経つにも拘わらず、少年の姿を保っているランシャールの王。一見無邪気な笑顔の裏にどれほど残酷で狂気じみた統治があるのか、ランシャール人で知らない者はいない。
ジオン
声 - 梶裕貴 / レアリティ - SSR
リオベックの気まぐれで、彼の側近として付き従うことになったナイトエルフの少年。だが、ジュードとの出会いが彼の生き方に大きな変化をもたらした。
ニンフ
声 - 青山吉能 / レアリティ - SSR
可憐な人魚の歌姫。劇団ワンダリングの座長及びトップ女優として、舞台から美しい歌声で人々を魅了する「深海の風鈴」。だがその笑顔の裏には壮絶な過去と消えない闇を隠していた。
タタリア
声 - 大津愛理 / レアリティ - SSR
明るい笑顔の劇団ワンダリングの一員。人間による無残な人体実験により、混沌の力を吸収する「混沌の器」にされた。だが彼女は己の正義を信じ、いつかこの世界に「希望の花」を咲かせるため戦う。

#### ノーラン
グレンシール
声 - 名塚佳織 / レアリティ - SSR
氷雪の国・ノーラン聖教国の「女武神」。祖霊との疎通能力を持たないため無力であると感じていた彼女は、亡き父の教えやロスタム、梓と出会いを経て、指導者としての道を切り開いた。弟のサグニのことを誰よりも気に掛けている。
サグニ
声 - 福山潤 / レアリティ - SSR
ノーラン聖教国の王子で、グレンシールの義弟。宗教を尊ぶノーランにて類稀な『祖霊』との精通能力を持ち、孤児の身から王室に引き取られた。夢の中で謎の存在に導かれ、次第にノーランの、そしてガルパイス全体のマナの謎に近づいていく。
アルマディス
声 - 三木眞一郎 / レアリティ - SSR
ノーラン聖教国の先代国王。マナの真相とアダンケルモの陰謀にいち早く気付き、己の身を犠牲にして神木と融合し、混沌の力を食い止める決断をした。人の姿ではなくなった今も、ノーランを影ながら守り続けている。

#### ゲート
イリス
声 - 渡辺明乃 / レアリティ - SSR
時空を繋ぐ「ゲート」の守り人一族の少女。だがカオスの混沌の力によって一族は散り散りになり、記憶も失う。彼女を救った恩人との約束を守り、一人で恩人の荘園を守り続けていた。トゥミルクに導かれ、本当の力を取り戻した時、彼女の新たな旅が始まる。
ユミル / ファスネス
声 - 石田彰 / レアリティ - SSR
混沌の器となり、姿を変えられた「ゲート」の守り人。本当の名はファスネス。巨大な身体の中には、狂躁とした混沌の力が渦巻いている。行方不明となった妹のイリスを探し、ガルパイスを旅している。

#### ロセウス荘園
セリカ
声 - ゆかな / レアリティ - SSR
ガルパイスの辺境地に住むロセウス家の末裔にして、強い実力を持つ錬金術師。「ゲート」の守り人だったイリスを救ったのは、彼女の先祖である。一族の意志を受け継ぎ、大陸のマナの真相を探ることを使命とする。

### トイヴァール大陸

#### 罪人王の宮殿
ローラン
声 - KENN / レアリティ - SSR
「罪人王」ペドロの子。宮殿に閉じ込められ、書物の中でしか知らない外の世界に憧れていた少年。謎の少女・プリシアと出会ったことで発動した力により束縛から解き放たれ、帝国に追われる身となりながら運命の旅へと突き動かされた。
プリシア
声 - 小澤亜李 / レアリティ - SSR
宮殿の地下遺跡に閉じ込められていた少女。過去の記憶はないが、罪人王ペドロへの忠誠だけを覚えている。「罪人王の息子」であるローランと出会ったことで力が発動したが、彼女の失われた過去との関係は不明。
ペドロ
ローランの父で、「罪人王」である。

#### セブリーク王国
エシアン
声 - 沼倉愛美 / レアリティ - SSR
セブリーク王国の王女。父の崩御と兄の失踪で、否応なしに一国をまとめる立場になる。幼いながら気丈に振舞い、国民の支持を受けるが、本当は大きなプレッシャーに押しつぶされそうなのを必死に我慢している。
ホフマン
声 - 浪川大輔 / レアリティ - SSR
セブリーク王国騎士団最高指揮官であり、「王国の盾」の二つ名を持つ男。戦場での判断は冷静かつ冷酷。エシアンへの強い忠誠心を見せるが、どこかつかみどころのない闇を感じさせる。
レイア
声 - 遠藤綾 / レアリティ - SSR
セブリーク王国の王女エシアンに仕える侍従長。王国北部の辺境地帯出身で、異端動乱で家族を失い、エシアンに救われて王都に同行、ペガサス騎士団に入団し、エシアン王女の護衛隊長になった。エシアンが女王に即位した後、機密任務の過程でセブリーク王家の剣である「暁の剣」を獲得して主として認められ、女王エシアンにより宰相および暁の剣の執剣人に任命した。
イゾルデ
声 - 佐藤利奈 / レアリティ - SSR
エシアンから絶大な信頼を寄せられる女性。その正体は、トイヴァールの平和を願う原初の意志が顕現した「真竜」と呼ばれる存在である。彼女とジェイス、「罪人王」の過去に、一体何があったのかは不明。
ジェイス
声 - 水島大宙 / レアリティ - SSR
旅の途中でローランたちが出会う自称「大魔法使い」。寡黙なイゾルデとは正反対の、明るく親しみやすい青年。トイヴァールそして「罪人王」の過去を知る「女神の代行者」らしいが、彼は一体何者なのかは不明。

#### 反乱軍エムゾス
エルヴィス
声 - 伊東健人 / レアリティ - SSR
セブリーク王国の王子で、エシアンの兄。タブリスとは元・婚約者。ひそかに反教会組織エムゾスのリーダーとしても活動していた。王子として反乱鎮圧に出征中、教会が呼び寄せたイレイサーに襲われて死亡したが、イレイサーになって復活した。
タブリス
声 - 種﨑敦美 / レアリティ - SSR
黒き天馬を駆る反逆組織「エムゾス」の現リーダー。エシアンの兄・エルヴィスの婚約者であった。エルヴィス失踪後、共に姿を消していた。再びセブリークに現れ、真実を暴くため、王国に戦争を仕掛ける。

#### 妖精諸島アシュヤエ
ネミア
声 - 松岡由貴 / レアリティ - SSR
エルフの女王エンヤの勅命を受けた密使。妖精群島アシュヤエからセブリーク王国に向かう中で帝国に捕らえられてしまい、同じく捕らえられたローランとプリシアに救われたことで、共に旅をすることになる。
ヴィリア
声 - 鬼頭明里 / レアリティ - SSR
妖精の女王から裁判を託された「代弁者」であり、賢者の塔を率いて呪法の限界を探る「大導師」。そしてエルフの新たな命の可能性を秘めた「器」でもあり、「塑造物」としての自らの心を探し求めている。
エンヤ
声 - 井上喜久子 / レアリティ - SSR
エルフの始祖の一人であり、アシュヤエの女王。秩序の化身であるエンヤは常に知恵を以て、アシュヤエを導いてきた。
ローランとプリシアのことを以前から知っているかのようだが、彼らの間にどのような関係があるのかは不明。
サフリン
声 - 長縄まりあ / レアリティ - SSR
第三紀元で唯一誕生したエルフ。子供の容貌だが、自然学派の大導師でもある。衰退したエルフの世界を作り変えようと、新たな根源を紡ぐべく、新たな存続の道を探っている。
ノノリン
声 - 瀬戸麻沙美 / レアリティ - SSR
アシュヤエの沿岸警備隊隊長。魔法の才能は皆無ながらも、優れた腕力で群島の平和を守り、家族の栄光のため奮闘する。いつも明るく前向きであるが、かつて彼女には封印された記憶があった。
ランデル
声 - 村田知沙 / レアリティ - SSR
かつてシエナにその才能を認められた若き天才学者。しかし、禁忌に踏み込んだため幽閉された。
シエナ
レアリティ - SSR
女王エンヤと共に誕生したアシュヤエの最初のエルフで、エンヤの双子の妹。かつては一緒にアシュヤエを統治していたが、エンヤの反対を押し切って混沌に汚染されたエルフを導くため裏遡源学派を設立。そして数百年前、第二紀元末、群山アスカリアの戦火で覚醒したアルハザードによって闇に支配されて自我を失い、アシュヤエの内乱を引き起こした。支配から脱した後、愚者の塔の海底で夢の世界を構築して裏遡源学派を隔離した。

#### オズグス帝国
タイランティル
声 - 池田秀一 / レアリティ - SSR
オズグス帝国の皇帝で、竜血の呪いを覆す覇王。トイヴァール大陸と罪人王の秘密を知っている。罪人王を憎み、イゾルデやジェイスとも浅からぬ因縁を持つ。トイヴァールの豊かな土地の他に何を求めているかは謎に包まれている。
アンドリオ
声 - 鳥海浩輔 / レアリティ - SSR
オズグス帝国皇帝タイランティルの血の繋がりのない養子であるが、タイランティルに忠誠を誓い、完璧な「息子」であるために髪を金色に染め、「帝国の刃」となってタイランティルの願望のために動く。
パトリシア
声 - 宮村優子 / レアリティ - SSR
タイランティルの実子であり、強大な魔力を操る将軍。我儘な振る舞いに目が行きがちだが、民や兵士を想う心は誰よりも強い。突然態度が変わってしまった父の愛を取り戻すため、戦闘の前線に立つことすら厭わない。
セラフィナ / メロディ
声 - 原由実 / レアリティ - SSR
オズグス帝国の処刑人。毒を操り獲物を仕留めることを得意とする。優雅な外見と優れた知性の裏には、蛇蝎のごとく残酷な心が隠されている。大陸のあらゆる場所で帝国の阻害となる者すべてを、抜け出すことのできない陰謀の饗宴に陥らせる。

#### アスカリア群山
グエン
声 - 細谷佳正 / レアリティ - SSR
亜人の国「アスカリア」の王。代々王が手に入れることのできる「山脈の心」が見せる夢に隠された真実を求め、単身オズグス帝国へ向かい、タイランティル達帝国軍と行動を共にする。
断翼の鳥
声 - 市ノ瀬加那 / レアリティ - SSR
翼を失った亜人の女。エルフの争いに巻き込まれ、海底の檻に囚われている。海面の争いが海底に届き、再び自由が訪れることを待ち続けている。

### ネオ・グロリア
ルシリス
秩序を司る女神。

### 混沌
カオス
声 - 柿原徹也
混沌を司る神。
ヴェダム
声 - 柿原徹也 / レアリティ - SSR
マシューと瓜二つの外見をしている。強大な闇に立ち向かう為、マシューが混沌の神・カオスと契約する事で生み出された存在。しかしその力を制御する事は叶わなく、カオスの代行者として自らの意志を持ち始めマシュー達と敵対をする。ある計画の為ガルパイス大陸へと向かい、後に大きな災いをもたらす事になる。名前のスペルはMatthew（マシュー）を逆にしたWehttam。
覚醒者 / アダンケルモ
声 - 桑島法子 / レアリティ - SSR
ノーラン出身で、ガルパイス大陸を旅する謎めいた自称・学者。神出鬼没で、情勢が不安定な国々を一人で回っているが、不思議なことに彼女はケガ1つせず旅を続ける。彼女が何を追い求めているのかは分からない。全知の預言者と呼ばれ、真実を追い求めた末に混沌の神の手を取り、世界を巻き込む洪水、万物を焼き尽くす業火など、この世のあらゆる「現象」の本質となった。
神降者
声 - 柿原徹也 / レアリティ - SSR
ヴェダムの体を借りてこの世に降臨した至高の神体。無数の混沌の中の最も本源的な力を宿した深淵の主、終焉の象徴である。

### ラングリッサーレジェンド
氷淵の統治者
声 - 高梁碧 / レアリティ - LLR
氷竜を従え、時空を超えた世界までも征服せんと目論む。「征服者」こそが彼女の唯一の真名である。イメルダは、彼女が様々な世界に送り込んだ力の断片の一部である。
光輝の聖召喚士
声 - 佐倉綾音 / レアリティ - LLR
神の導きによって聖獣ユニコーンと契約を結び、聖獣の影を召喚する力を手に入れた光の福音者。数多の時空の混沌を鎮めるため、自身の力の断片を「クリス」を送り出した。
炎竜の破壊者
声 - 最上嗣生 / レアリティ - LLR
かつては帝国四将軍の一人であり、光輝軍との戦いの中で志半ばに散っていったバルガス。暗獄での混沌との邂逅の中、炎竜の力を纏って火の海の底より甦った。
幽瞳幻惑使（仮）
声 - 寺依沙織 / レアリティ - LLR

### その他
兄貴
兄貴のジムに訪れた人々を鍛える謎の存在。従来のアドン、サムソン、バランに加えて、ジョン、ロッキー、ニームの6人が居る。
光闇の剣 / ゼルダ
声 - 西田望見 / レアリティ - SSR
何処からともなくマシューの前に度々現れる謎の少女。マシューに魔族の血が流れている事を見抜いたり不思議な力を持っている。無邪気で善悪の区別がつかない子供っぽさがあるが、戦闘では目にも止まらぬスピードで近づき敵を倒す、歴代の英雄達にも引けを取らない実力者。名前の正式なスペルはZalrahdaというアルハザードのアナグラムで、魔剣アルハザードの化身。ボーゼルが5つの血印を完成させて執り行った儀式により肉体と魂が消滅して魔剣アルハザードになってしまう。
魔剣はイェレス大陸での戦いの中で砕かれたが、その魂はヴェダムの手に落ち、新たな姿を得た。戦乱のガルパイスで、その魂に残る僅かな記憶の中のかつて愛した少年と再会する。
転生ジェシカ
声 - Lynn / レアリティ - SSR
15歳の少女の姿で蘇った女神の代行者。一度は光の女神との繋がりを失ったが、リアナの助けでその力を取り戻した。
エミリア
声 - 釘宮理恵 / レアリティ - SSR
帝国将軍バルガスの娘。強い意志と、騎士としての信念を持っている。見たことがない父親に憧れ、尊敬しており、母親の逝去後、父の仇を討つため旅立った。
トゥミルク
声 - 折笠富美子 / レアリティ - SSR
過去と未来を傍観し、伝説と苦難を見届ける「全視者」。どんな争いにも、文明の進化にも、彼女は関与する権利を持たない。彼女にできることは、歴史の塵に埋もれながらも、世界の運命を背負いし人々の物語を記録することだけだ。
ジャック船長
声 - 内山夕実 / レアリティ - SSR
お祭りの常連（トラブルメーカー）、謎の騎士のペット、無数の秘宝を擁する航海の王。光と闇が併存する世界の海原を駆け抜ける漆黒のもふもふ。5周年で満を持して登場した。

### 歴代キャラクター
他の「ラングリッサーシリーズ」を出典とするキャラクター。前記したキャラクターに関しても改めて記述する。
| 名前                | 声                                                             | レアリティ | 出典                                            |
| ------------------- | -------------------------------------------------------------- | ---------- | ----------------------------------------------- |
| レディン            | 置鮎龍太郎                                                     | SSR・SP    | 『ラングリッサー』                              |
| ボーゼル            | 森川智之                                                       | SSR        | 『ラングリッサー』                              |
| ベティ              | 東城日沙子                                                     | SSR        | 『ラングリッサー』                              |
| ナーム              | 徳井青空                                                       | SR・SP     | 『ラングリッサー』                              |
| クリス              | 佐倉綾音                                                       | SR         | 『ラングリッサー』                              |
| ランス              | 最上嗣生                                                       | SR         | 『ラングリッサー』                              |
| ジェシカ            | 高梁碧                                                         | R          | 『ラングリッサー』                              |
| レティシア          | 松浦チエ                                                       | R          | 『ラングリッサー』                              |
| エルウィン          | 保志総一朗                                                     | SSR・SP    | 『ラングリッサーII』                            |
| シェリー            | 堀江由衣                                                       | SSR・SP    | 『ラングリッサーII』                            |
| ラーナ              | 小清水亜美                                                     | SSR・SP    | 『ラングリッサーII』                            |
| レオン              | 置鮎龍太郎                                                     | SSR・SP    | 『ラングリッサーII』                            |
| ベルンハルト        | 若本規夫                                                       | SSR・SP    | 『ラングリッサーII』                            |
| リアナ              | 小清水亜美                                                     | SSR        | 『ラングリッサーII』                            |
| ヘイン              | 阪口大助                                                       | SR・SP     | 『ラングリッサーII』                            |
| エグベルト          | 下山吉光                                                       | SR         | 『ラングリッサーII』                            |
| イメルダ            | 高梁碧                                                         | SR         | 『ラングリッサーII』                            |
| ソニア              | 佐藤美由希                                                     | SR         | 『ラングリッサーII』                            |
| バルガス            | 最上嗣生                                                       | SR         | 『ラングリッサーII』                            |
| レスター            | 村上聡                                                         | R          | 『ラングリッサーII』                            |
| ロウガ              | 高橋研二                                                       | R          | 『ラングリッサーII』                            |
| スコット            | 井上雄貴                                                       | R          | 『ラングリッサーII』                            |
| レアード            | 井上雄貴                                                       | R          | 『ラングリッサーII』                            |
| キース              | 高橋研二                                                       | R          | 『ラングリッサーII』                            |
| アーロン            | 最上嗣生                                                       | R          | 『ラングリッサーII』                            |
| アルテミュラー      | 子安武人                                                       | SSR・SP    | 『ラングリッサーIII』                           |
| ディハルト          | 平川大輔                                                       | SSR・SP    | 『ラングリッサーIII』                           |
| ルナ                | 早見沙織                                                       | SSR        | 『ラングリッサーIII』                           |
| ティアリス          | 能登麻美子                                                     | SSR        | 『ラングリッサーIII』                           |
| ジュグラー          | 子安武人（ジュグラー） 水樹奈々（ポプ子） 能登麻美子（ピピ美） | SSR        | 『ラングリッサーIII』                           |
| ジェリオール&レイラ | 永塚拓馬                                                       | SSR        | 『ラングリッサーIII』                           |
| フレア              | 堀江由衣                                                       | SR・SP     | 『ラングリッサーIII』                           |
| リファニー          | 佐藤美由希                                                     | SR         | 『ラングリッサーIII』                           |
| ソフィア            | 高梁碧                                                         | SR         | 『ラングリッサーIII』                           |
| エマーリンク        | 立花慎之介                                                     | SR         | 『ラングリッサーIII』                           |
| 霧風                | 下山吉光                                                       | SR         | 『ラングリッサーIII』                           |
| シルバーウルフ      | 志村知幸                                                       | SR         | 『ラングリッサーIII』                           |
| フェラキア          | 寺依沙織                                                       | SR         | 『ラングリッサーIII』                           |
| ファーナ            | 寺依沙織                                                       | SR         | 『ラングリッサーIII』                           |
| ルイン              | 畠中祐                                                         | R・SP      | 『ラングリッサーIII』                           |
| ピエール            | 髙橋孝治                                                       | R          | 『ラングリッサーIII』                           |
| ディオス            | 下山吉光                                                       | R          | 『ラングリッサーIII』                           |
| アンナ              | 櫻庭有紗                                                       | R          | 『ラングリッサーIII』                           |
| シェルファニール    | 白城なお                                                       | SSR        | 『ラングリッサーIV』                            |
| アンジェリナ        | 天海由梨奈                                                     | SSR        | 『ラングリッサーIV』                            |
| ランフォード        | 駒田航                                                         | SSR        | 『ラングリッサーIV』                            |
| リスティル          | 内山茉莉                                                       | SSR        | 『ラングリッサーIV』                            |
| ランディウス        | 置鮎龍太郎                                                     | SSR        | 『ラングリッサーIV』                            |
| レイチェル          | 種田梨沙                                                       | SSR        | 『ラングリッサーIV』                            |
| ウィラー            | 鈴村健一                                                       | SSR        | 『ラングリッサーIV』                            |
| ギザロフ            | 廣田行生                                                       | SSR        | 『ラングリッサーIV』                            |
| マクレーン          | 三木真一郎                                                     | SSR        | 『ラングリッサーIV』                            |
| リッキー            | 子安光樹                                                       | SSR        | 『ラングリッサーIV』                            |
| セレナ              | 戸松遥                                                         | SR         | 『ラングリッサーIV』                            |
| シグマ              | 緑川光                                                         | SSR・SP    | 『ラングリッサーV ～The End of Legend～』       |
| ラムダ              | 皆口裕子                                                       | SSR        | 『ラングリッサーV ～The End of Legend～』       |
| レインフォルス      | 速水奨                                                         | SSR        | 『ラングリッサーV ～The End of Legend～』       |
| ヴィラージュ        | 福山潤                                                         | SSR        | 『ラングリッサーV ～The End of Legend～』       |
| クラレット          | 悠木碧                                                         | SSR        | 『ラングリッサーV ～The End of Legend～』       |
| オメガ              | 矢野智也                                                       | SSR        | 『ラングリッサーV ～The End of Legend～』       |
| ブレンダ            | 大原さやか                                                     | SSR        | 『ラングリッサーV ～The End of Legend～』       |
| アルフレッド        | 榎木淳弥                                                       | SR         | 『ラングリッサーV ～The End of Legend～』       |
| アレス              | 森嶋秀太                                                       | SSR        | 『ラングリッサー リインカーネーション -転生-』  |
| マイヤ              | 内山夕実                                                       | SSR        | 『ラングリッサー リインカーネーション -転生-』  |
| リコリス            | 東山奈央                                                       | SSR        | 『ラングリッサー リインカーネーション -転生-』  |
| レナータ            | 高橋未奈美                                                     | SSR        | 『ラングリッサー リインカーネーション -転生-』  |
| ロザリア            | 井口裕香                                                       | SSR        | 『ラングリッサー リインカーネーション -転生-』  |
| ノエミ              | 村川梨衣                                                       | SSR        | 『ラングリッサー リインカーネーション -転生-』  |
| フロレンティア      | 本多真梨子                                                     | SSR        | 『ラングリッサー リインカーネーション -転生-』  |
| ツバメ              | 田村奈央                                                       | SSR        | 『ラングリッサー リインカーネーション -転生-』  |
| 光の巫女            | 悠木碧                                                         | SSR        | 『ラングリッサー リインカーネーション -転生-』  |
| マリエル            | 山本彩乃                                                       | SSR        | 『ラングリッサー リインカーネーション -転生-』  |
| ヒルダ              | 荒浪和沙                                                       | SSR        | 『ラングリッサー リインカーネーション -転生-』  |
| ヴェルナー          | 石川界人                                                       | SSR        | 『ラングリッサー リインカーネーション -転生-』  |
| パツィル            | たかはし智秋                                                   | SSR        | 『ラングリッサー リインカーネーション -転生-』  |
| トワ                | 沢城みゆき（トワ） 鶴岡聡（シータ）                            | SSR        | 『ラングリッサー リインカーネーション -転生-』  |
| オウトクラト四世    | 興津和幸                                                       | SSR        | 『ラングリッサー リインカーネーション -転生-』  |
| ルクレチア          | 福圓美里                                                       | SSR        | 『ラングリッサー リインカーネーション -転生-』  |
| クリスティアーネ    | 櫻井浩美                                                       | SSR        | 『ラングリッサー リインカーネーション -転生-』  |
| シュゼット          | 西田望見                                                       | SSR        | 『ラングリッサー リインカーネーション -転生-』  |
| エルマ              | 上坂すみれ                                                     | SSR        | 『ラングリッサー リインカーネーション -転生-』  |
| ケルティス          | 柳田淳一                                                       | SSR        | 『ラングリッサー リインカーネーション -転生-』  |
| ミシェル            | 佐々木未来                                                     | SSR        | 『ラングリッサー リインカーネーション -転生-』  |
| グスタフ            | 小林ゆう                                                       | SSR        | 『ラングリッサー リインカーネーション -転生-』  |
| リュグナー          | 杉田智和                                                       | SSR        | 『ラングリッサー リインカーネーション -転生-』  |
| ポリアル            | 小松未可子                                                     | SSR        | 『ラングリッサー リインカーネーション -転生-』  |
| シオン              | 平川大輔                                                       | SSR        | 『ラングリッサーミレニアムWS THE LAST CENTURY』 |
| ティアナ            | 嶋村侑                                                         | SSR        | 『ラングリッサーミレニアムWS THE LAST CENTURY』 |
| アリア              | 富田美憂                                                       | SSR        | 『ラングリッサーミレニアムWS THE LAST CENTURY』 |
| イリア              | 日笠陽子                                                       | SSR        | 『ラングリッサーミレニアムWS THE LAST CENTURY』 |
| セム                | 細谷佳正                                                       | SSR        | 『ラングリッサーミレニアムWS THE LAST CENTURY』 |
| マカエラ            | 石上静香                                                       | SSR        | 『ラングリッサーミレニアムWS THE LAST CENTURY』 |
| ルクマーン          | 東地宏樹                                                       | SSR        | 『ラングリッサーミレニアムWS THE LAST CENTURY』 |
| アーブシャイト      | 渡辺明乃                                                       | SSR        | 『ラングリッサーミレニアムWS THE LAST CENTURY』 |

### コラボキャラクター
担当声優は出典と同じ。
| 名前                          | 声                              | レアリティ | 出典                         |
| ----------------------------- | ------------------------------- | ---------- | ---------------------------- |
| エステル                      | 神田朱未                        | SSR        | 『英雄伝説 空の軌跡』        |
| ヨシュア                      | 斎賀みつき                      | SSR        | 『英雄伝説 空の軌跡』        |
| レン                          | 悠木碧                          | SSR        | 『英雄伝説 空の軌跡』        |
| レオンハルト                  | 緑川光                          | SSR        | 『英雄伝説 空の軌跡』        |
| クローゼ                      | 皆口裕子                        | SR         | 『英雄伝説 空の軌跡』        |
| オリビエ                      | 子安武人                        | SR         | 『英雄伝説 空の軌跡』        |
| 真宮寺さくら                  | 横山智佐                        | SSR        | 『サクラ大戦』               |
| 神崎すみれ                    | 富沢美智恵                      | SSR        | 『サクラ大戦』               |
| アイリス                      | 西原久美子                      | SR         | 『サクラ大戦』               |
| 浦飯幽助                      | 佐々木望                        | SSR        | 『幽☆遊☆白書』               |
| 蔵馬                          | 緒方恵美（通常） 中原茂（妖狐） | SSR        | 『幽☆遊☆白書』               |
| 飛影                          | 檜山修之                        | SSR        | 『幽☆遊☆白書』               |
| 戸愚呂兄弟                    | 鈴木勝美（兄） 玄田哲章（弟）   | SSR        | 『幽☆遊☆白書』               |
| 桑原和真                      | 千葉繁                          | SR         | 『幽☆遊☆白書』               |
| ディードリット                | 冬馬由美                        | SSR        | 『ロードス島戦記』           |
| アシュラム                    | 神谷明                          | SSR        | 『ロードス島戦記』           |
| パーン                        | 草尾毅                          | SR～SSR    | 『ロードス島戦記』           |
| ピロテース                    | 玉川紗己子                      | SR         | 『ロードス島戦記』           |
| リィン                        | 内山昂輝                        | SSR        | 『英雄伝説 閃の軌跡III』     |
| アリアンロード                | 久川綾                          | SSR        | 『英雄伝説 閃の軌跡III』     |
| アルティナ                    | 水瀬いのり                      | SR         | 『英雄伝説 閃の軌跡III』     |
| アインズ・ウール・ゴウン      | 日野聡                          | SSR        | 『オーバーロード』           |
| アルベド                      | 原由実                          | SSR        | 『オーバーロード』           |
| シャルティア                  | 上坂すみれ                      | SSR        | 『オーバーロード』           |
| 戦部ワタル                    | 田中真弓                        | SSR        | 『魔神英雄伝ワタル』         |
| 忍部ヒミコ                    | 林原めぐみ                      | SSR        | 『魔神英雄伝ワタル』         |
| 剣部シバラク                  | 西村知道                        | SR         | 『魔神英雄伝ワタル』         |
| 真田遼                        | 草尾毅                          | SSR        | 『鎧伝サムライトルーパー』   |
| 迦遊羅                        | 勝生真沙子                      | SSR        | 『鎧伝サムライトルーパー』   |
| 羽柴当麻                      | 竹村拓                          | SR         | 『鎧伝サムライトルーパー』   |
| アリシア                      | 井上麻里奈                      | SSR        | 『戦場のヴァルキュリア』     |
| セルベリア                    | 大原さやか                      | SSR        | 『戦場のヴァルキュリア』     |
| イサラ                        | 桑島法子                        | SR         | 『戦場のヴァルキュリア』     |
| 坂田銀時                      | 杉田智和                        | SSR        | 『銀魂』                     |
| 神楽                          | 釘宮理恵                        | SSR        | 『銀魂』                     |
| 志村新八                      | 阪口大助                        | SR         | 『銀魂』                     |
| ヴァン                        | 小野大輔                        | SSR        | 『英雄伝説 黎の軌跡』        |
| アニエス                      | 伊藤美来                        | SSR        | 『英雄伝説 黎の軌跡』        |
| エレイン                      | 斎藤千和                        | SSR        | 『英雄伝説 黎の軌跡』        |
| キリカ                        | 早見沙織                        | SSR        | 『シャイニング・レゾナンス』 |
| ソニア                        | 瀬戸麻沙美                      | SSR        | 『シャイニング・レゾナンス』 |
| エクセラ                      | 水樹奈々                        | SSR        | 『シャイニング・レゾナンス』 |
| リナ                          | 林原めぐみ                      | SSR        | 『スレイヤーズ』             |
| ガウリイ                      | 松本保典                        | SSR        | 『スレイヤーズ』             |
| ゼルガディス                  | 緑川光                          | SSR        | 『スレイヤーズ』             |
| 深町晶                        | 野島健児                        | SSR        | 『強殖装甲ガイバー』         |
| 巻島顎人                      | 小西克幸                        | SSR        | 『強殖装甲ガイバー』         |
| アルカンフェル                | 松本保典                        | SSR        | 『強殖装甲ガイバー』         |
| キャプテンコマンドー&フーバー |                                 | SSR        | 『キャプテンコマンドー』     |
| ジェネティー&翔               |                                 | SSR        | 『キャプテンコマンドー』     |
| かすみ                        | 桑島法子                        | SSR        | 『デッド オア アライブ6』    |
| マリー・ローズ                | 相沢舞                          | SSR        | 『デッド オア アライブ6』    |
| 女天狗                        | 佐藤朱                          | SSR        | 『デッド オア アライブ6』    |

この他、日本版のみ兵士として豆しばが登場している。

## 音楽

### ソング
- 2018
  - Blood Blade -光と暗の彼方に-（歌：奥井雅美）
- 2019
  - Forgotten Memories（歌：Raon Lee）
  - Radiance Legion- Errant Knights 2019 Vocal Mix（歌：小寺可南子）
- 2021
  - 奇跡の誓い（歌：ゼルダ/西田望見・マシュー/柿原徹也）
  - 冷光の刃（歌：梁蔓菁）
- 2022
  - 黎明の祈り（歌：呦猫UNEKO）
  - 新生のアリア（歌：유리사）
- 2023
  - Salvation（歌：양다일）
  - 不滅のヒカリ（歌：ニンフ/青山吉能）
- 2024
  - Till We End The Day（歌：Do As Infinity）[40]
- 2025
  - RERISE（歌：BACK-ON）